# Portland Building
El Portland Building, también conocido como Portland Municipal Services Building, es un edificio de oficinas de quince plantas de altura situado en el 1120 SW 5th Avenue, en el downtown de Portland, la ciudad más grande del estado de Oregón (Estados Unidos). Construido con un coste de 29 millones de dólares estadounidenses, fue inaugurado en 1982 y se consideró arquitectónicamente revolucionario para la época. El edificio alberga oficinas municipales y se encuentra al lado del Ayuntamiento de Portland. Fue añadido al Registro Nacional de Lugares Históricos en 2011. En diciembre de 2017 se emprendió una profunda renovación del edificio, que se completó en 2020. El edificio cerró temporalmente debido a las obras, y su cierre se prolongó debido a la pandemia de COVID-19.

## Historia
El llamativo aspecto del Portland Building, diseñado por Michael Graves, con su variedad de materiales y colores en la fachada, sus ventanas pequeñas y sus prominentes detalles decorativos, estaba en fuerte contraste con el estilo arquitectónico usado habitualmente en esa época para los grandes edificios de oficinas, e hizo que el edificio se convirtiera en un icono de la arquitectura posmoderna. Fue el primer rascacielos de oficinas posmoderno, inaugurado antes que el AT&T Building de Philip Johnson en Nueva York, y su diseño se caracteriza por el rechazo a los principios de la arquitectura moderna establecidos a principios del siglo xx. El diseño de Graves fue seleccionado en un gran concurso de diseño, en el que Johnson era uno de los tres miembros del tribunal. Graves fue añadido al concurso después de que Johnson descartara la propuesta del arquitecto Gunnar Birkerts por no ser «suficientemente posmoderna». Posteriormente Birkerts diseñaría el ala sur del Instituto de Artes de Detroit, que fue renovada por Graves en 2007.
El alcalde de Portland, Frank Ivancie, era uno de los que opinaban que el estilo moderno, entonces aplicado a la mayoría de edificios de oficinas, había empezado a hacer que los distritos financieros de muchas ciudades estadounidenses parecieran «aburridos», ya que la mayoría de los nuevos rascacielos estaban revestidos con acero y vidrio y prácticamente carecían de elementos de diseño que les hicieran destacarse. La reacción de los arquitectos fue mixta: muchos de ellos criticaron el diseño, mientras que otros lo acogieron como punto de partida. En 1985, se colocó la estatua de cobre Portlandia sobre la entrada principal.
Al margen de las cuestiones estilísticas, poco después de la finalización del edificio salieron a la luz varios defectos estructurales. Los defectos del edificio son objeto de críticas y burlas por parte de los funcionarios que trabajan en él, que lo describen como un edificio construido de forma barata y un lugar difícil para trabajar.
En 1990, solo ocho años después de su construcción, el vestíbulo y el food court necesitaban una remodelación. Cuatro estudios de arquitectura, incluido el de Michael Graves, compitieron por el encargo. Karen Nichols del estudio de Michael Graves dijo: «Michael siente que le debe una a la ciudad… Hemos hecho muchos edificios públicos desde entonces. Sé que hablamos sobre el Portland Building todo el tiempo.»
La azotea del Portland Building está cubierta con un techo verde instalado en 2006. Esta cubierta fue propuesta en 2005, como parte de un experimento de la Universidad Estatal de Oregón para probar la capacidad de la Sedum spathulifolium para absorber el agua en el noroeste de los Estados Unidos. El nuevo techo ayudará a los sistemas de calefacción, refrigeración y eliminación de aguas pluviales del edificio.

### Reconstrucción
En 2014, algunos miembros del concejo municipal expresaron la opinión de que el edificio debía ser demolido debido a las numerosas infiltraciones de agua y sus problemas estructurales. Las opiniones de los miembros del concejo eran variadas: uno de ellos describió el edificio como un «elefante blanco», mientras que otros se oponían a su demolición. El arquitecto Michael Graves se opuso enérgicamente a la demolición. En 2015, el Ayuntamiento estaba considerando gastar 175 millones de dólares para renovar completamente el edificio.

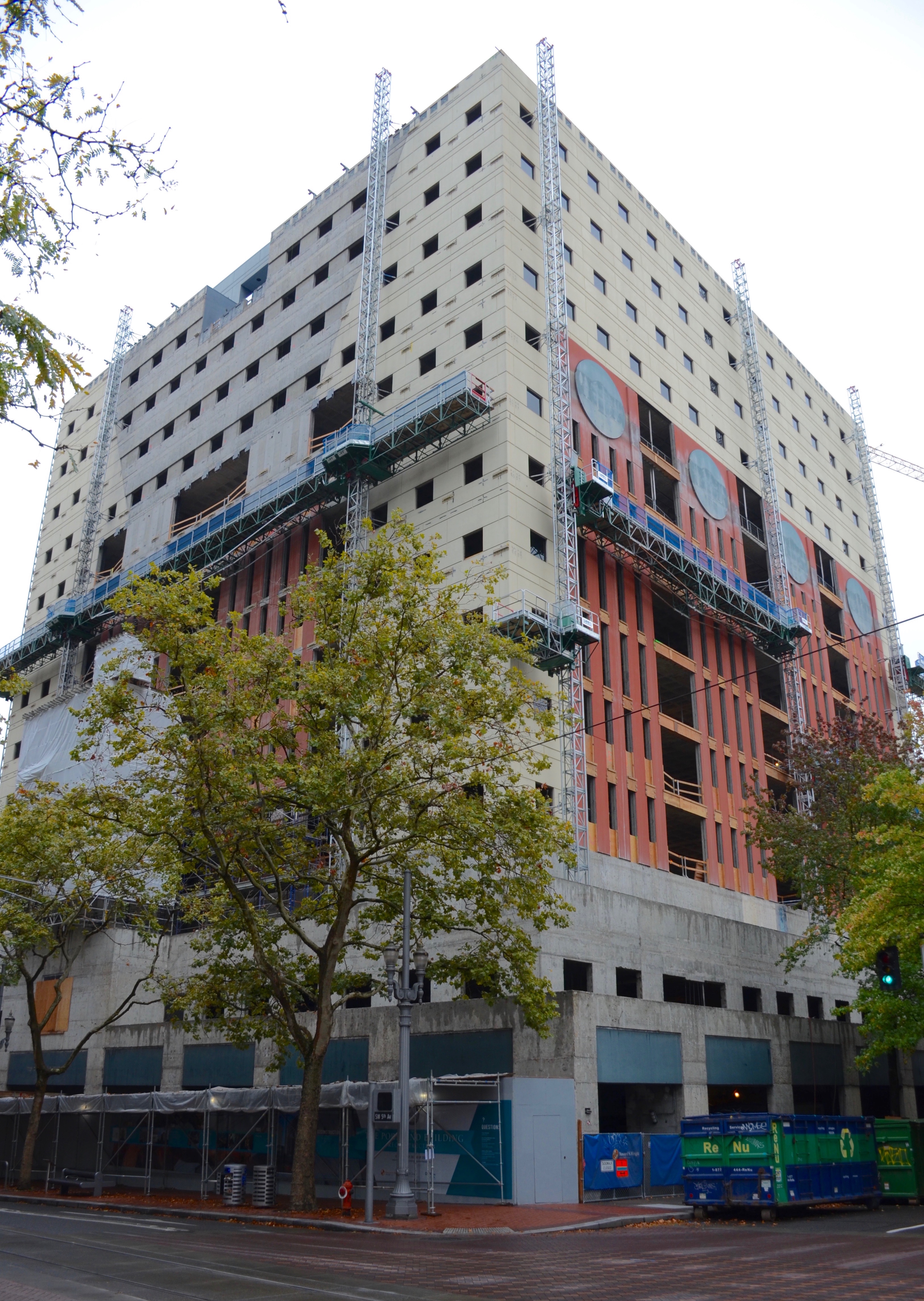
Progreso de la renovación en octubre de 2018.

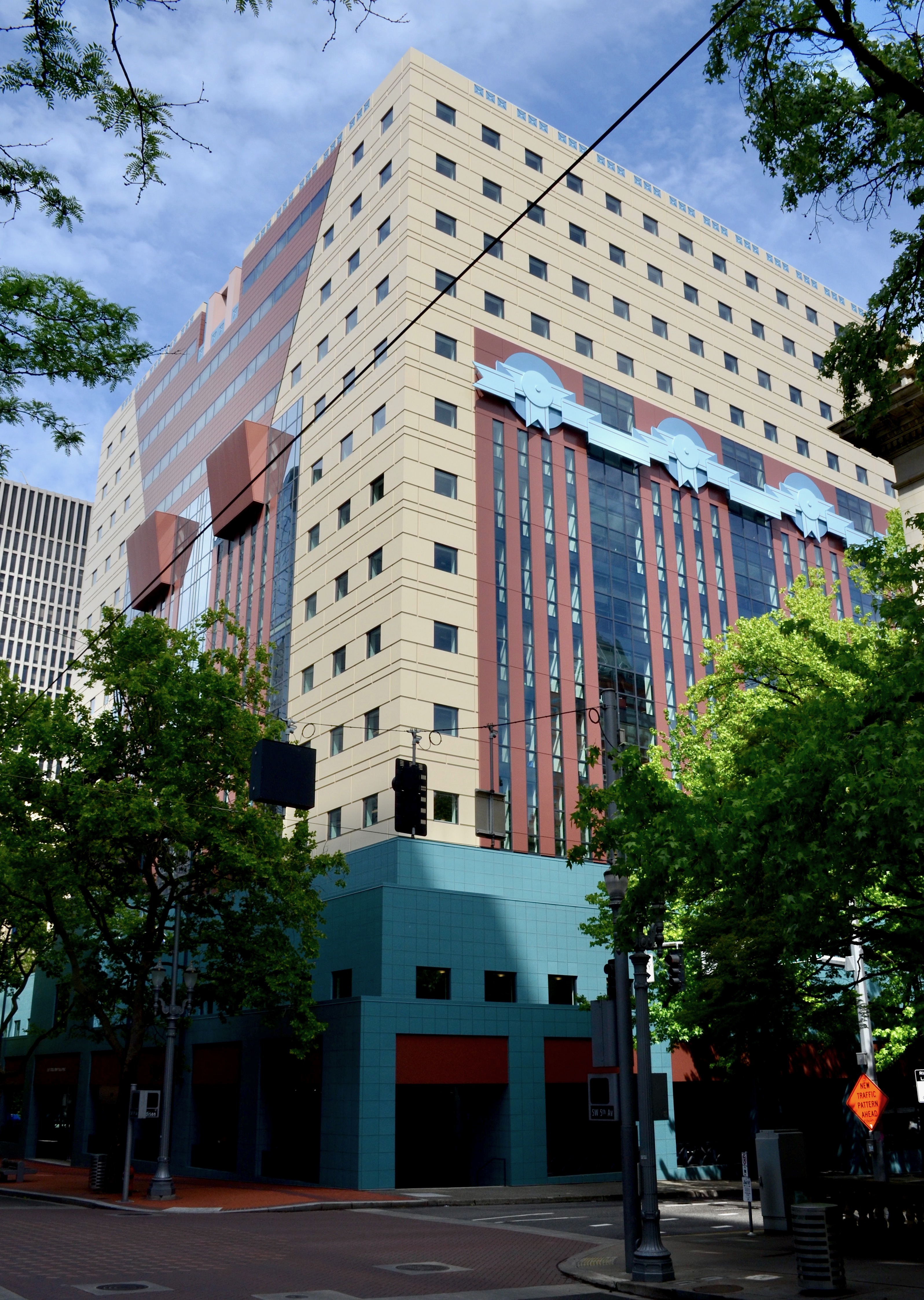
El edificio en 2021, después de su renovación.

En julio de 2016, los planes para renovar el edificio avanzaron. El Ayuntamiento escogió un contratista y fijó el coste máximo de las obras en 140 millones de dólares, sin incluir unos gastos adicionales estimados en 55 millones de dólares, incluidos, entre otros, los gastos de alquiler de oficinas para los mil trescientos trabajadores que serían desplazados temporalmente durante las obras. Los contratistas del proyecto fueron el estudio de arquitectura DLR Group y Howard S. Wright Construction.
La renovación mantiene el estilo posmoderno del edificio pero cambiando alguno de los materiales de construcción para que resistan mejor a las inclemencias meteorológicas y a los terremotos. Los azulejos de color turquesa de las tres primeras plantas serían sustituidos por una fachada ventilada con azulejos de terracota de mayor tamaño, la fachada de hormigón pintado sería cubierta con un nuevo revestimiento ventilado de aluminio, las ventanas tintadas oscuras serían sustituidas por ventanas de vidrio transparente y las guirnaldas de estuco serían reconstruidas usando aluminio moldeado. El capítulo de Portland de Docomomo International criticó la renovación del edificio, afirmando que la sustitución de los materiales del edificio podría amenazar su valor patrimonial.
La ambiciosa renovación, denominada por el Ayuntamiento Portland Building Reconstruction Project («Proyecto de Reconstrucción del Portland Building»), se inició en otoño de 2017 con las obras de demolición interiores, a lo que siguió una ceremonia oficial de puesta de la primera piedra en diciembre. Se esperaba que el proyecto durara unos tres años, y que se completara en torno a finales de 2020. La estatua Portlandia fue cubierta con una tela para protegerla de posibles daños durante las obras; la tela fue retirada en septiembre de 2019. En septiembre de 2018, el avance del proyecto se encontraba dentro de los plazos previstos.
A principios de 2020, las obras de reconstrucción estaban cerca de su finalización y unos mil setecientos trabajadores empezaron a trasladarse de vuelta al edificio; el traslado se distribuyó a lo largo de once fines de semana y se completó en marzo de 2020. Sin embargo, casi inmediatamente después, la pandemia de COVID-19 dejó sin efecto la reapertura del edificio, dado que la mayoría de sus trabajadores tuvieron que trabajar desde casa y se canceló un evento para celebrar la reapertura del edificio, previsto para el 19 de marzo de 2020. En agosto de 2020 solo unos treinta empleados estaban trabajando en el edificio, y el Ayuntamiento preveía que la mayoría de empleados de los departamentos que usan el Portland Building continuarían trabajando desde casa hasta algún momento de 2021. En agosto de 2020 continuaban las obras de renovación del interior de las plantas más bajas pero se esperaba que se completaran a finales de año. Las obras se completaron en octubre de 2020.
En 2020, las protestas por la muerte de George Floyd y la brutalidad policial en Portland se produjeron en torno a este edificio.

## Oficinas

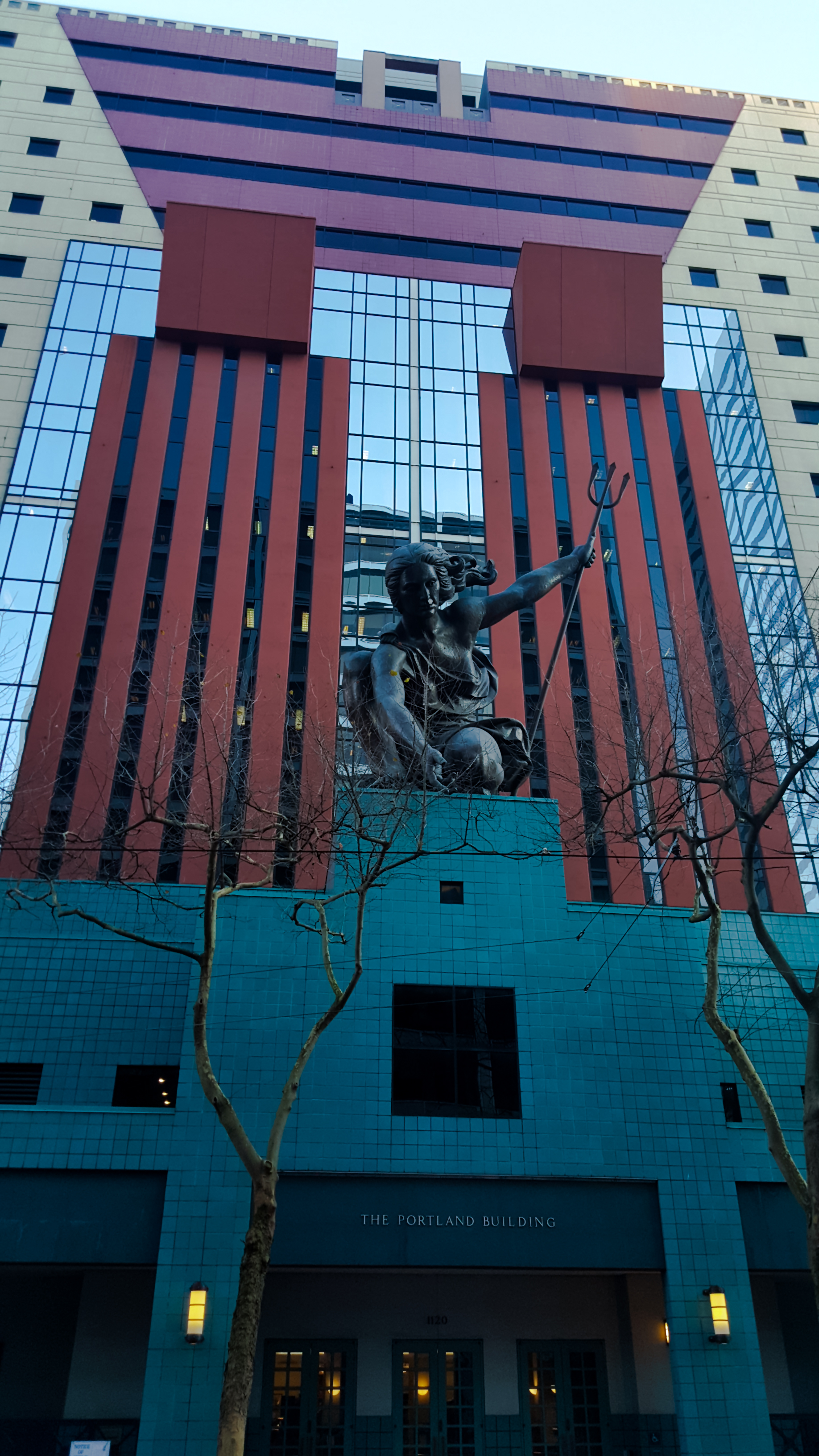
El edificio en 2016, con la estatua Portlandia.

A fecha de octubre de 2009, el Portland Building albergaba los siguientes departamentos y oficinas municipales: Oficina de Comunicaciones por Cable y Gestión de Franquicias, Oficina de Servicios Medioambientales, Servicios de Instalaciones, Oficina de Recursos Humanos, Oficina de Gestión y Finanzas, Comisión Reguladora del Cable del Monte Hood, Oficina de Parques y Ocio, Oficina de Compras, Oficina de Gestión de Riesgos, Oficina de Servicios Tecnológicos, Oficina de Transporte y Oficina de Agua de Portland. El Portland Building se encuentra frente al Ayuntamiento de Portland, al otro lado de Madison Street.

## Acogida
El estilo del edificio sigue siendo controvertido entre los habitantes de Portland, al igual que en la comunidad arquitectónica. En 1990, The Oregonian afirmó que «es difícil encontrar a alguien al que no le guste la Pioneer Courthouse Square... es incluso más difícil encontrar a alguien que admita que le gusta el Portland Building». Casi un cuarto de siglo después, el columnista de The Oregonian David Sarasohn revisó el tema, señalando que «los enormes azulejos azules, el vidrio tintado y los extraños adornos de color pastel que pretendían evocar la pintura francesa de la Edad Moderna» en realidad parecían «algo diseñado por un hermano que estudia arte de la amante de un dictador del tercer mundo». En octubre de 2009, la revista Travel + Leisure describió al Portland Building como «uno de los edificios más odiados de los Estados Unidos».
Estas valoraciones de profanos fueron reforzadas por el arquitecto italiano Pietro Belluschi, que afirmó que el edificio estaba «totalmente equivocado» y declaró: «No es arquitectura, es empaquetado. En su momento dije que solo había dos cosas buenas sobre él: que pondría a Portland en el mapa, arquitectónicamente hablando, y que nunca se repetiría.»
Sin embargo, no todos los comentarios han sido negativos. En opinión del crítico de arquitectura Paul Goldberger: «Para bien o para mal, el Portland Building eclipsa otras cosas. Es más significativo por lo que hizo que por lo bien que lo hace. Tuvo un profundo efecto en la arquitectura estadounidense y provocó una vuelta al clasicismo que nos trajo mejores edificios.» En mayo de 1983, el edificio ganó un premio honorífico del American Institute of Architects.